# کاپوپا
کاپوپا (به لاتین: Capupa) یک منطقهٔ مسکونی در آنگولا است که در کوبل، آنگولا واقع شده‌است.